# 葛西杏也菜
葛西 杏也菜（かさい あやな、2007年4月28日 - ）は、日本のファッションモデル。東京都出身。スターダストプロモーション制作2部所属。

## 略歴
「第7回ニコ☆プチモデルオーディション」でグランプリを受賞し、2019年2月号より、ニコ☆プチ専属モデル（プチモ）になる。2020年8月より公式ユーチューブチャンネル『ニコ☆プチTV』で配信されたドラマ『カバーガール〜神楽坂バックステージの乱〜』のメインキャラクターを演じた。TSUTAYA TVで配信された『モっと！ニコ☆プチTV』シーズン2にも出演する。2021年4月29日、葛西 を含むプチモ13名の卒業式が『ニコ☆プチTV』「ニコ☆プチ オンライン スペシャル」で配信された。卒業号の2021年6月号では、初めて表紙を飾る。
2019年よりポンポネット ジュニアのイメージモデルを務める。
2021年8月18日にオンライン開催された「Seventeen夏の学園祭2021」で、葛西を含む5名のミスセブンティーン（専属モデルオーディション合格者）がお披露目される。
2024年9月、次世代を担う10代として週刊プレイボーイ「ガールズグラム2024」企画に取り上げられた。

## 人物
- 小学校6年生当時、初めてプチモを集めての合宿が行われ、里芋掘りを体験した。[15][16]
- 小学生の頃より、バスケットボールに勤しむ[17]。フリースローが得意である[6][18]。
- ネイルアートが趣味で、2021年からは、ネイルチップ作りに熱中している[19]。

## 出演

### ファッションショー
- CREATEs presents TGC KITAKYUSHU 2023 by TOKYO GIRLS COLLECTION（2023年10月7日、西日本総合展示場新館）[20]

### テレビドラマ
- 最高の教師 1年後、私は生徒に■された 第4話（2023年8月5日、日本テレビ） - 江波美紀 役[21]
- マイダイアリー 第6、8話、最終回（2024年12月1日、15日、22日　朝日放送テレビ・テレビ朝日系） - 山本南美 役[22]
- PJ 〜航空救難団〜 最終話（2025年6月19日、テレビ朝日） - 飲み会の女性 役[23]

### 配信ドラマ
- 最期の授業-生き残った者だけが卒業-（2024年11月26日、UniReel） - 木村美奈 役[24]

### 広告
- ナルミヤ・インターナショナル ポンポネット ジュニア（2019年 - ） - イメージモデル[25][4]
- ABC-MART UNDER ARMOR

### ファッション
- GU GUTEEN

## 書籍

### 雑誌
- ニコ☆プチ（2019年2月号 - 2021年6月号、新潮社） - 専属モデル[5][17][26]
- Seventeen（2021年 - 、集英社） - 専属モデル[27][28][29]